# Villematier
Villematier település Franciaországban, Haute-Garonne megyében. Lakosainak száma 1116 fő (2022. január 1.). Villematier Villemur-sur-Tarn, Bondigoux, La Magdelaine-sur-Tarn, Vacquiers és Villeneuve-lès-Bouloc községekkel határos.

## Népesség
A település népessége az elmúlt években az alábbi módon változott:
| Lakosok száma | 652  | 827  | 828  | 920  | 1026 | 1019 | 1053 | 1083 | 1090 | 1116 |
|               | 1968 | 1982 | 1990 | 2006 | 2013 | 2015 | 2017 | 2019 | 2020 | 2022 |